# Take 5 (singolo)
Take 5 è un singolo del rapper italiano Shiva pubblicato il 28 agosto 2024 come quarto estratto dal sesto album in studio Milano Angels.

## Descrizione
Il singolo doveva essere pubblicato in precedenza, ma viste le situazioni giudiziarie del rapper incriminato per tentato omicidio e condannato a 6 anni e mezzo di reclusione il giudice fece ritardare l'uscita. Nel video viene raffigurato Shiva durante gli arresti domiciliari concessi il 21 febbraio 2024.

## Tracce
Testi di Andrea Arrigoni, Giovanni D'Anzi, Pierfrancesco Pasini, Daniele Sartori, musiche di Gianluca Franco, Davide Maddalena, Amritvir Singh.
1. Take 5 – 3:11

## Classifiche
| Classifica (2024) | Posizione massima |
| ----------------- | ----------------- |
| Italia            | 3                 |